# On Stage Vol. 3
| Recensione | Giudizio |
| ---------- | -------- |
| AllMusic   | [ 1 ]    |

On Stage Vol. 3 è un album discografico Live a nome di Clifford Jordan & The Magic Triangle, pubblicato dall'etichetta discografica danese SteepleChase Records nel 1979.

## Tracce
Lato A
1. Seven Minds – 13:15 (Sam Jones)
2. Shoulders – 6:40 (Cedar Walton)

Lato B
1. St. Thomas – 14:27 (Tradizionale)
2. Bleecker Street Theme – 5:12 (Cedar Walton)

## Musicisti
- Clifford Jordan - sassofono tenore
- Cedar Walton - pianoforte
- Sam Jones - contrabbasso
- Billy Higgins - batteria

Note aggiuntive
- Nils Winther - produttore, remixaggio, fotografia
- Registrato dal vivo al BIM House di Amsterdam, Olanda il 29 marzo 1975
- K. Lakeman - ingegnere delle registrazioni
- Per Grunnet - design LP
- Chris Sheridan - note sull'album